# Raul Årmann
Raul Årmann (ur. 28 listopada 1895, zm. 29 marca 1975) – szwedzki szermierz.

## Życiorys
Zdobył brązowy medal w konkurencji drużynowej szpadzistów na mistrzostwach świata w szermierce w 1933. 